# Jan II. Ernušt
Jan II. Ernušt Čakovecký (chorvatsky Ivan II. Ernušt Čakovečki, latinsky Ioannes Ernusth, maďarsky II Ernust János, ?–1531) byl uherský (maďarský a chorvatský) šlechtic židovského původu, syn slavonského bána Jana I. Ernušta. V letech 1508–1509 byl spolu s Jiřím Kanižským chorvatským bánem. 

## Životopis
Byl synem Jana I. Ernušta, bána celé Slavonie. Podařilo se mu rozšířit rodové statky o hrady Đurđevac, Prodavić (dnes Virje) a Koprivnica a obdržel osvědčení o nároku na statky v Mezimuři. Stejně jako jeho otec požíval přízně králů Matyáše Korvína (1458–1490) a Vladislava II. (1490–1516), jimž poskytl potřebné finanční prostředky. 
V roce 1493 se Jan II. se stal nejvyšším mistrem královských jezdců (agazonum regis magister) a v roce 1508 jej král Vladislav II. společně s Jiřím Kanižským jmenoval do úřadu chorvatského bána a kapitána Senje. Bývalí báni Marko Mišljenović a Andrija Bot z Bajny se však svého úřadu nechtěli vzdát, proto Janova moc zůstala omezena pouze na Slavonsko, což postupně vedlo k anarchii v Chorvatsku. 
Po bitvě u Moháče v roce 1526, v níž zahynul mladý uherský a chorvatský král Ludvík, nastalo období bojů o následnictví. Jan II. Ernušt stál na straně Jana Zapolského. 5. listopadu 1527 pak složil přísahu věrnosti Ferdinandovi I. coby svému králi, aby se však poté vzbouřil a znovu podporoval Jana Zapolského. Později se opět vrátil k Ferdinandovi, což mu vyneslo zisk majetků záhřebského biskupa Šimona Erdődyho, stoupence Jana Zapolského.